# Nepytia
Nepytia is een geslacht van vlinders van de familie spanners (Geometridae), uit de onderfamilie Ennominae.

## Soorten
- N. canosaria Walker, 1862
- N. disputata McDunnough, 1940
- N. freemani Munroe, 1963
- N. janetae Rindge, 1967
- N. juabata Cassino & Swett, 1922
- N. lagunata Cassino & Swett, 1923
- N. mariaria Schaus, 1923
- N. phantasmaria (Strecker, 1899)
- N. regulata Barnes & McDunnough, 1916
- N. semiclusaria Walker, 1862
- N. swetti Barnes & Benjamin, 1923
- N. umbrosaria Packard, 1874